# Marienkloster (Gandersheim)

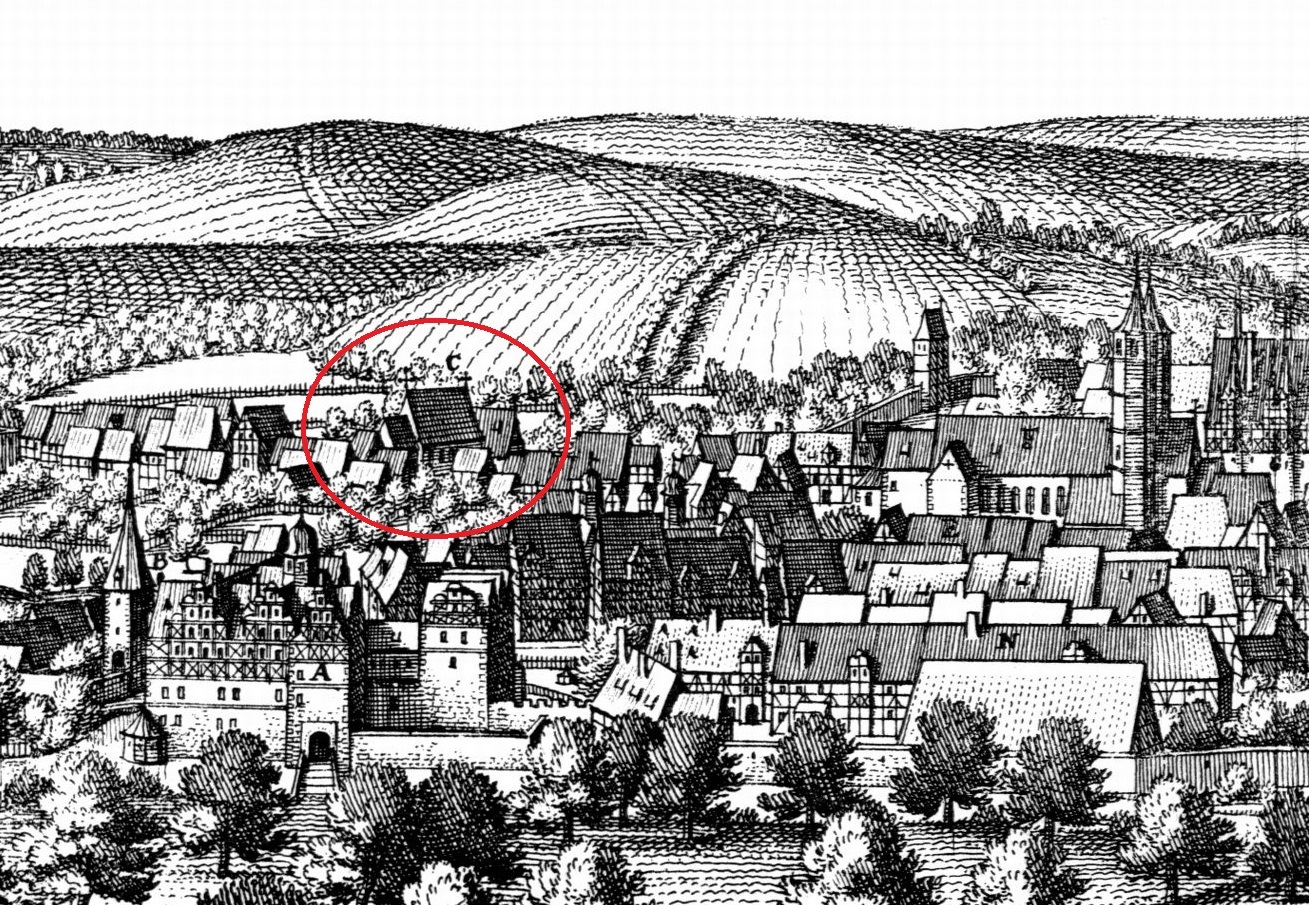
Marienkloster (Buchstabe C, rot umrandet) auf Merians Stadtansicht von Norden (1654)

Das Marienkloster (St. Marien) war ein Kloster in Gandersheim.

## Gründung
Um 939 wurde in Gandersheim ein Konvent für Sanktimonialen gegründet. Bischof Diethard weihte 939 die dazu neu erbaute Kirche. Daher wurde für das Patrozinium die Schutzheilige des Bistums Hildesheim, Maria, gewählt. Nachdem im Jahr 973 im Stift Gandersheim ein Feuer gewütet hatte, wandelte die Äbtissin des Stifts Gerberga II. den Konvent nach dem Wiederaufbau in ein Kloster für Benediktinerinnen als Eigenkloster des Stifts um. Die zugehörige Weihe der Kirche verzögerte sich wegen des Gandersheimer Streits und wurde 1007 von Bruno von Augsburg vorgenommen.

## Geschichte
Zur Ausstattung gehörten im Wesentlichen Güter im nordwestlichen Vorland des Harzes wie Bornhausen, Echte, Förste, Mackenrode und Oldendorf sowie Eigengüter der Gerberga II. in und bei Sonderhofen. Letztere wurden noch unter Heinrich II. im Zuge einer Arrondierung mit dem Stift Gandersheim abgegeben an das neu gegründete Erzbistum Bamberg, wobei das Marienkloster die Güter Derenburg und einige heute wüste Orte erhielt.
Die Vogtei lag bei den Vögten des Stifts, so ist z. B. Siegfried IV. von Boyneburg beurkundet. Mit Albrecht I. kam sie in den Einfluss der Landesherren, die Abgaben erhoben.
Eine der ersten beurkundeten Persönlichkeiten war Ida. 1118 berief Kuno von Praeneste eine Synode im Marienkloster, obwohl mit Agnes I. letztmals eine Salierin als Äbtissin des Stifts eingesetzt war, und machte damit den durch die Schlacht am Welfesholz bewirkten Niedergang kaiserlichen Einflusses im sächsischen Raum offenkundig. Im 13. Jahrhundert entwickelte sich das Kloster, das nicht als Klausur verfasst war, zum Kollegiatstift. Der Äbtissin standen Kapitel von Kanonissen und Kanonikern gegenüber. Im Zuge der Reformbewegung um Johannes Busch gab Nikolaus von Kues 1451 den Auftrag, die Ordnung der Benediktiner wiederherzustellen. Die Äbtissin des Marienklosters lehnte dies ab, während die Äbtissin des Stifts Gandersheim das Vorhaben mit Förderung durch ihren Vogt Wilhelm I. unterstützte, um ihren Einfluss zu sichern. Das Reformvorhaben wurde jedoch wegen des Papenkrieges nicht umgesetzt. Erst unter Landesherr Wilhelm II. kam es im Rahmen der Bursfelder Kongregation zur Reform. Daraufhin zogen einige Nonnen aus dem Kloster Lamspringe im Marienkloster ein. Dies machte bauliche Erweiterungen nötig, die finanzielle Schwierigkeiten hervorriefen, da die Ausstattung des Klosters mit Gütern zu gering war. Dann gingen durch Übergriffe des Schmalkaldischen Bundes 3 Glocken verloren. Die von dem Bund geforderte Reformation wurde zunächst eingeführt, von Heinrich II. aber wieder aufgehoben, um von dessen Sohn Julius erneut eingeführt zu werden. Julius bedrängte mit Hilfe von Nikolaus Selnecker das Kloster weiter. Äbtissin und Nonnen mussten in das Kloster Lamspringe zurückgehen. 1570 ließ Julius trotz Protest des Stifts Gandersheim das gesamte Klostergut einziehen, schlug es dem neu gegründeten Paedagogium illustre zu und wenige Jahre später der Universität Helmstedt.

## Kirche

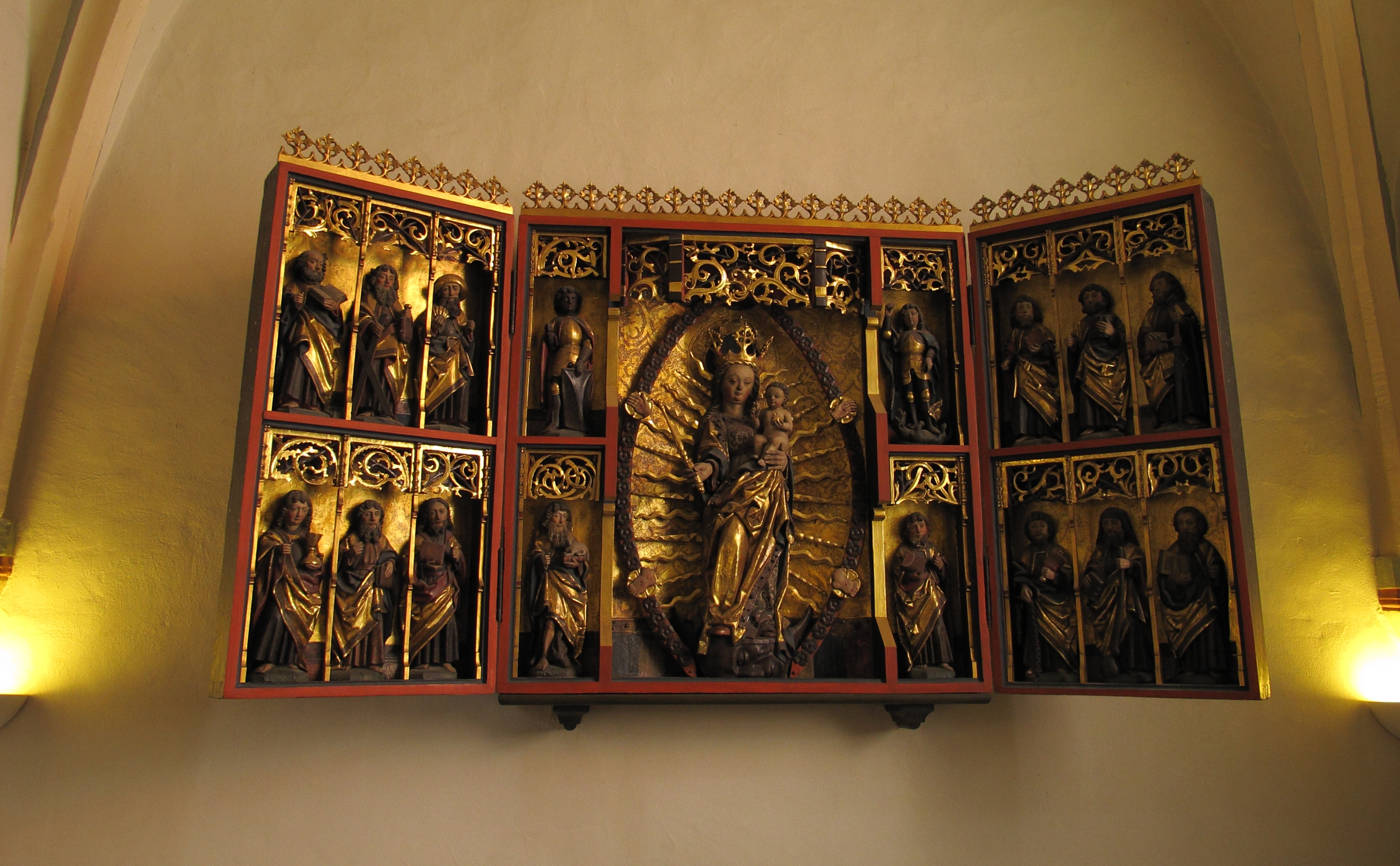
Umstrittenes Altarretabel

Von dem ersten Bau aus romanischer Zeit ist bis heute ein Kapitell erhalten. 1274 wurde eine Kirche im gotischen Stil gebaut. In ihrem Ostteil waren die Sitze der Kanoniker und der Hochaltar, im Westteil die Nonnenempore. Von 1504 bis 1510 baute der örtliche Vikar Henning Pawes eine Orgel ein, die von Hans Raphon bemalt wurde. Das Altarretabel wurde 1582 von Herzog Julius der Stiftskirche geschenkt. Ob das heute in der Stiftskirche vorhandene Exemplar das 1582 verschenkte ist oder nicht, ist nach dem Stand der Forschung umstritten. Als 1652 der Merian-Stich erstellt wurde, gab es an der Marienkirche bereits keinen Westturm mehr. Johann Georg Leuckfeld schrieb 1709, dass das Gebäude wüst sei. Auch die anderen Klosterbauten verfielen oder wurden durch ein Feuer zerstört. Die Gebäude standen östlich des mittelalterlichen Stadtgrabens zwischen den heutigen Straßen Marienkloster und Marienstraße.